# اولاد براهم (شهرداری)
اولاد براهم (شهرداری) (به عربی: أولاد براهم) یک شهرداری در الجزایر است که در استان برج بوعریریج واقع شده‌است. اولاد براهم ۷٬۳۴۸ نفر جمعیت دارد.